# Kustkornlöpare
Kustkornlöpare (Amara lucida) är en skalbagge i familjen jordlöpare.
Det är en  liten (4,6-6,4 millimeter) kornlöpare, svart med ofta kraftig glans. Den finns längs kusten i södra Sverige. Det är en utpräglad kustart som man hittar på torra kortvuxna gräsmarker på sand eller grus.